# Мухаммад Амін Бугра
Мухаммад Амін Бугра (також Muḥammad Amīn Bughra; уйг. مۇھەممەد ئىمىن بۇغرا, محمد أمين بغرا , Муххамад Эмин Бугро; кит.: 穆罕默德·伊敏; піньїнь: Mùhǎnmòdé·Yīmǐn), іноді відомий під ханьським іменем Мао Демін (кит.: 毛德明) і його турецьке ім'я Мехмет Емін Буґра; 1901–1965) — лідер тюркських мусульман, який планував створити суверенну державу, Першу Східно-Туркестанську Республіку. Мухаммед Амін Бугра був джадидистом.

## Життєпис
Навесні 1937 року в Південному Сіньцзяні знову спалахнуло повстання. Спалаху сприяла низка факторів. Прагнучи заспокоїти тюркських мусульман, Шен Шицай призначив на посади низку їхніх лідерів, які не були сепаратистами, у тому числі Ходжу Ніяза Хаджі та Юлбарс Хана, іншого лідера повстання Кумула (20 лютого 1931 р. — 30 листопада 1931 р.). впливу в уряді провінції, як у Ді Хуа (сучасний Урумчі), так і в Кашгарі.
У той же час освітні реформи, які порушували основні ісламські принципи, і програма атеїстичної пропаганди, яка поширювалася на південь, ще більше відчужували місцеве населення від адміністрації Шенга. У Кашгарі Махмуд Сіджанг, заможний мусульманин, колишній лідер повстання Турфан (1932) і один із призначенців Шенга, став центром опозиції уряду.
Тим часом, в Афганістані за Сардара Мохаммада Хашіма Хана Мухаммад Амін Бугра, лідер Турецької ісламської республіки Східного Туркестану (ТІРЕТ, відомої як перша Республіка Східного Туркестану), звернувся до японського посла в 1935 році з "детальним планом, який пропонував заснування «Східно-Туркестанської республіки» під японським спонсорством, боєприпаси та фінанси, які будуть постачатися з Токіо… він запропонував майбутнім лідером цього запропонованого центральноазіатського «Маньчжоу-Го» не кого іншого, як Махмуда Сіджанга (Махмут Мухіті — командир 6-ої уйгурської дивізіі, що була дислокована в Кашгарі як частина збройних сил провінції Сіньцзян, з 20 липня 1934 року), серед запрошень до такого політичного утворення, як Велика Східно-Азіатська Сфера Співпроцвітання, як активний член. Однак цей план було зірвано, коли Махмут, побоюючись за своє життя, втік з Кашгару до Індії 2 квітня 1937 року після невдалої спроби Шенг Шицая роззброїти його війська, запропонувавши «модернізувати» зброю 6-ї Уйгурської дивізії, до чого всі стару зброю дивізії мали передати представникам Урумчі.
Втеча Махмута викликала повстання серед його військ проти влади провінції. Тих, хто будь-яким чином був прорадянським, було страчено, а ще одну незалежну мусульманську адміністрацію було створено під керівництвом близького сподвижника Махмута Мухіті, генерала Абдуніяза (загинув у бою в Яркенді 15 серпня 1937 року), який прийняв командування військами, які нараховували близько 4000 солдатів і офіцерів, складався з 4 полків, два з яких дислокувалися в Кашгарі, один в Янгісісарі, один в Яркенді, також одна бригада була дислокована в Устин-Атуші і один кавалерійський ескадрон в Кашгарі. Провінційні війська Шен Шицая зазнали поразки та розбиті повстанцями в запеклому бою біля міста Карашахр у липні 1937 року, але зрештою повстання було придушене радянськими військами (так званою Киргизькою бригадою, близько 5000 солдатів, що складалася з двох тактичних військ угруповання — Ошська і Наринська, включали по 2 гірських полки, один Червоної Армії і один НКВД, посилені бронетехнікою, танковий батальйон (21 БТ-7) і авіацію; були непідтверджені повідомлення про застосування хімічної зброї цим втручанням сили проти повстанців), запрошений Шенг Шицаєм для інтервенції в серпні 1937 року.
У 1940 році, перебуваючи в Кашмірі, Мухаммад Амін Бугра опублікував книгу Sharkiy Turkestan Tarihi (Історія Східного Туркестану), яка описувала історію регіону з найдавніших часів до наших днів і містила аналіз причин втрати ним незалежності в середині XVIII ст.
У 1940 році Іса Юсуф Алптекін і Ма Фулянг, які були послані Чан Кайші, відвідали Афганістан і зв'язалися з Бугрою, вони попросили його приїхати до Чунціна, столиці режиму Гоміньдан. Бугра був заарештований британцями в 1942 році за шпигунство на користь Японії, і Гоміньдан домовився про звільнення Бугри. Він і Іса Юсуф працювали редакторами мусульманських видань Гоміньдану. За режиму Чжан Чжичжуна в Сіньцзяні він був комісаром провінції.
Мухаммад Амін Бугра та його колега пантюркський джадидист Масуд Сабрі відкинули радянське нав'язування назви «уйгурський народ» тюркському народу Сіньцзяну. Натомість вони хотіли, щоб назва «тюркська етнічна приналежність» (китайською Tujue zu) застосовувалася до їхнього народу. Масуд Сабрі також розглядав хуейцзу як мусульманських китайців хань і відокремлював їх від свого народу. Імена «Тюрк» або «Тюрки» зокрема вимагалися Бугра як справжня назва для свого народу. Він розкритикував Шен Шицая за те, що він розділив тюркських мусульман на різні етнічні групи, що могло посіяти розкол серед тюркських мусульман.
У 1948 році дружина Бугри Аміна була обрана до Законодавчого юаня. У грудні того ж року він був призначений Чан Кайші віце-головою уряду Сіньцзяна, очолюваного Бурханом Шахіді. Він оголосив про союз з китайськими націоналістами (Гоміньдан) з метою отримання автономії для тюркського народу під формальним захистом Китайської Республіки та необхідності придушення всіх комуністичних сил у Сіньцзяні, включаючи Другу Східно-Туркестанську Республіку, яку підтримував Радянський Союз.
Було 3 ефенді, (Üch Äpändi) (ئۈچ ئەپەندى) Айса Алптекін, Мемтімін Бугра (Мухаммад Амін Бугра) і Масуд Сабрі. Друга Східно-Туркестанська Республіка напала на них як на «маріонеток» Гоміньдану.

## Вигнання
Після наближення Народно-визвольної армії Китаю до Сіньцзяна у вересні 1949 року Мухаммед Амін Бугра втік до Індії, а потім до Туреччини, де приєднався до іншого уйгурського лідера у вигнанні, Іси Юсуфа Алптекіна.
У 1954 році Мухаммед Амін Бугра та Іса Юсуф Алптекін вирушили на Тайвань, щоб спробувати переконати уряд Гоміндану Китайської Республіки відмовитися від своїх претензій на Сіньцзян. Їхня вимога була відхилена, і Тайвань підтвердив, що вважає Сіньцзян «невід'ємною частиною Китаю».
Мухаммед Амін Бугра помер у вигнанні в Туреччині в 1965 році.  

## Спадщина
Ісламська партія Туркестану згадала про Мухаммеда Аміна Бугру в першому номері свого журналу «Ісламський Туркестан» у статті про історію регіону.